# Жовтень (театр)
Театр «Жовтень» — український драматичний театр у Ленінграді у період 1931–1934 років.
Мистецький керівник Д. Ровинський, режисери Є. Коханенко, О. Смирнов. У складі трупи М. Братерський, Д. Гайдамака, О. Іскандер, Ф. Левицький, Є. Сидоренко, Ю. Шостаківська та ін.; декоратор В. Шкляєв. Театр ставив українську класику і п'єси радянських драматургів (І. Микитенка, Л. Первомайського та ін.). Найкращі вистави — «Гайдамаки» (за Т. Шевченком), «Запорожець за Дунаєм» (в обробці О. Вишні).